# Red Bull-Bora-Hansgrohe
El Red Bull-Bora-Hansgrohe (codi UCI: RBH) és un equip ciclista professional alemany, de categoria WorldTeam i participa en totes les curses de l'UCI World Tour.
Creat al 2010 com a Team NetApp amb categoria Continental, l'any següent va passar a ser equip continental professional. El 2013 es va fusionar amb l'equip l'anglès de l' Endura Racing.
El 2012 fou convidat a prendre part al Giro d'Itàlia, cosa que creà força sorpresa en el món del ciclisme.
El 2015 passà a anomenar-se Bora-Argon 18 i el 2017 va esdevenir un equip primera categoria WorldTeam canviant el nom a l'actual.

## Palmarès

### Clàssiques
- Gran Premi Ciclista de Quebec: Peter Sagan (2017)
- Cadel Evans Great Ocean Road Race: Jay McCarthy (2018)
- Gant-Wevelgem: Peter Sagan (2018)
- París-Roubaix: Peter Sagan (2018)
- RideLondon-Surrey Classic: Pascal Ackermann (2018)
- Eschborn-Frankfurt: Pascal Ackermann (2019), Sam Bennett (2022)
- Bemer Cyclassics: 2022 (Marco Haller)

### Curses per etapes
- Volta a Turquia: Felix Großschartner (2019)
- París-Niça: Maximilian Schachmann (2020, 2021)
- Volta a Catalunya: Sergio Higuita (2022)
- Tour de Romandia: Aleksandr Vlàssov (2022)

### Grans Voltes
- Tour de França
  - 10 participacions (2014, 2015, 2016, 2017, 2018, 2019, 2020, 2021, 2022, 2023)
  - 11 victòries d'etapa: 
    - 2 el 2017: Peter Sagan, Maciej Bodnar
    - 3 el 2018: Peter Sagan (3)
    - 1 el 2019: Peter Sagan
    - 1 el 2020: Lennard Kämna
    - 2 el 2021: Nils Politt, Patrick Konrad
    - 2 el 2023: Jai Hindley, Jordi Meeus

  - 2 classificacions secundàries:
    - Classificació per punts: 2018 i 2019 (Peter Sagan)

- Giro d'Itàlia
  - 9 participacions (2012, 2017, 2018, 2019, 2020, 2021, 2022, 2023, 2024)
  - 13 victòries d'etapa: 
    - 1 el 2017: Lukas Pöstlberger
    - 3 el 2018: Sam Bennett (3)
    - 3 el 2019: Pascal Ackermann (2), Cesare Benedetti
    - 1 el 2020: Peter Sagan
    - 1 el 2021: Peter Sagan
    - 2 el 2022: Lennard Kämna, Jai Hindley
    - 2 el 2023: Nico Denz (2)

  - 1 victòria final
    -  Jai Hindley (2022)

  - 2 classificacions secundàries:
    - Classificació per punts: 2019 (Pascal Ackermann), 2021 (Peter Sagan)

- Volta a Espanya
  - 8 participació (2013, 2017, 2018, 2019, 2020, 2021, 2022, 2023)
  - 8 victòries d'etapa: 
    - 1 el 2013: Leopold König
    - 1 el 2017: Rafał Majka
    - 2 el 2019: Sam Bennett (2)
    - 2 el 2020: Pascal Ackermann (2)
    - 2 el 2022: Sam Bennett (2)

### Campionats nacionals
- Campionat d'Alemanya en ruta: 2015 i 2023 (Emanuel Buchmann), 2017 (Marcus Burghardt), 2018 (Pascal Ackermann), 2019 (Maximilian Schachmann) i 2022 (Nils Politt)
- Campionat d'Alemanya en contrarellotge: 2022 (Lennard Kämna), 2023 (Nils Politt)
- Campionat d'Àustria en ruta: 2017 (Gregore Mühlberger), 2018 (Lukas Pöstlberger), 2019, 2021 (Patrick Konrad) i 2022 (Felix Großschartner), 2024 (Alexander Hajek)
- Campionat d'Àustria en contrarellotge: 2022 (Felix Großschartner), 2023 (Patrick Gamper)
- Campionat de Colòmbia en ruta: 2022 (Sergio Higuita)
- Campionat d'Eslovàquia en ruta: 2017, 2019, 2020 (Juraj Sagan); 2018 i 2021 (Peter Sagan)
- Campionat d'Irlanda en ruta: 2019 (Sam Bennett)
- Campionat d'Irlanda en contrarellotge: 2023 (Ryan Mullen)
- Campionat d'Itàlia en ruta: 2019 (Davide Formolo)
- Campionat de Txèquia en ruta: 2013 (Jan Bárta)
- Campionat de Txèquia en contrarellotge: 2012, 2013, 2014 i 2015 (Jan Bárta)
- Campionat de Polònia en contrarellotge: 2018, 2019 i 2021 (Maciej Bodnar), 2024 (Filip Maciejuk)
- Campionat de Portugal en ruta: 2016 (José Mendes)
- Campionat de Sud-àfrica en contrarellotge: 2011 (Daryl Impey)

## Composició de l'equip 2024
| Llista de l'equip 2024                | Llista de l'equip 2024 | Llista de l'equip 2024                     | Llista de l'equip 2024 |
| Ciclista                              | Data de naixement      | Equip previ                                |                        |
| ------------------------------------- | ---------------------- | ------------------------------------------ | ---------------------- |
| Roger Adrià Oliveras                  | 18 de abril de 1998    | Equipo Kern Pharma (2023)                  |                        |
| Cesare Benedetti (1 de gen–18 de ago) | 3 de agost de 1987     | UC Bergamasca 1902-De Nardi-Colpack (2009) |                        |
| Emanuel Buchmann                      | 18 de novembre de 1992 | Rad-net Rose (2014)                        |                        |
| Nico Denz                             | 15 de febrer de 1994   | Team DSM (2022)                            |                        |
| Patrick Gamper                        | 18 de febrer de 1997   | Kometa (2019)                              |                        |
| Alexander Hajek                       | 19 de juliol de 2003   | Tirol KTM Cycling Team (2023)              |                        |
| Marco Haller                          | 1 de abril de 1991     | Bahrain Victorious (2021)                  |                        |
| Emil Herzog                           | 6 de octubre de 2004   | Hagens Berman Axeon (2023)                 |                        |
| Sergio Higuita García                 | 1 de agost de 1997     | EF Education-Nippo (2021)                  |                        |
| Jai Hindley                           | 5 de maig de 1996      | Team DSM (2021)                            |                        |
| Bob Jungels                           | 22 de setembre de 1992 | AG2R Citroën Team (2022)                   |                        |
| Lennard Kämna                         | 9 de setembre de 1996  | Team Sunweb (2019)                         |                        |
| Jonas Koch                            | 25 de juny de 1993     | Intermarché-Wanty-Gobert Matériaux (2021)  |                        |
| Florian Lipowitz                      | 21 de setembre de 2000 | Tirol KTM Cycling Team (2022)              |                        |
| Luis-Joe Lührs                        | 20 de gener de 2003    | Team Auto Eder (2021)                      |                        |
| Filip Maciejuk                        | 3 de setembre de 1999  | Bahrain Victorious (2023)                  |                        |
| Daniel Martínez Poveda                | 25 de abril de 1996    | Ineos Grenadiers (2023)                    |                        |
| Jordi Meeus                           | 1 de juliol de 1998    | SEG Racing Academy (2020)                  |                        |
| Ryan Mullen                           | 7 de agost de 1994     | Trek-Segafredo (2021)                      |                        |
| Anton Palzer                          | 11 de març de 1993     |                                            |                        |
| Primož Roglič                         | 29 de octubre de 1989  | Jumbo-Visma (2023)                         |                        |
| Maximilian Schachmann                 | 9 de gener de 1994     | Quick-Step Floors (2018)                   |                        |
| Matteo Sobrero                        | 14 de maig de 1997     | Team Jayco AlUla (2023)                    |                        |
| Danny van Poppel                      | 26 de juliol de 1993   | Intermarché-Wanty-Gobert Matériaux (2021)  |                        |
| Aleksandr Vlàssov                     | 23 de abril de 1996    | Astana-Premier Tech (2021)                 |                        |
| Frederik Wandahl                      | 9 de maig de 2001      | ColoQuick (2020)                           |                        |
| Sam Welsford                          | 19 de gener de 1996    | Team DSM-Firmenich (2023)                  |                        |
| Ben Zwiehoff                          | 22 de febrer de 1994   |                                            |                        |
| Giovanni Aleotti                      | 25 de maig de 1999     | Cycling Team Friuli ASD (2020)             |                        |
|                                       |                        |                                            |                        |
| Font: ProCyclingStats                 |                        |                                            |                        |

## Classificacions UCI
L'equip participa en les proves dels circuits continentals i principalment en les curses del calendari de l'UCI Europa Tour. Les taules de sota presenten les classificacions de l'equip en els diferents circuits, així com el millor ciclista en la classificació individual.
UCI Àfrica Tour
| Temporada | Classificació per equips | Millor ciclista en la classificació individual |
| --------- | ------------------------ | ---------------------------------------------- |
| 2011      | 8è                       | Daryl Impey (18è)                              |

UCI Amèrica Tour
| Temporada | Classificació per equips | Millor ciclista en la classificació individual |
| --------- | ------------------------ | ---------------------------------------------- |
| 2012      | 23è                      | Leopold König (45è)                            |
| 2013      | 18è                      | Leopold König (96è)                            |
| 2014      | 12è                      | Tiago Machado (61è)                            |
| 2015      | 35è                      | Paul Voss (278è)                               |
| 2016      | 21è                      | Emanuel Buchmann (107è)                        |
| 2018      |                          | Rafał Majka (87è)                              |
| 2022      |                          | Sergio Higuita (1r)                            |
| 2023      |                          | Sergio Higuita (15è)                           |

UCI Àsia Tour
| Temporada | Classificació per equips | Millor ciclista en la classificació individual |
| --------- | ------------------------ | ---------------------------------------------- |
| 2010      | 54è                      | Andreas Schillinger (208è)                     |
| 2011      | 55è                      | Robert Retschke (254è)                         |
| 2012      | 57è                      | Grischa Janorschke (188è)                      |
| 2013      | 39è                      | Ralf Matzka (106è)                             |
| 2014      | 31è                      | Daniel Schorn (136è)                           |
| 2015      | 47è                      | Sam Bennett (125è)                             |
| 2016      | 17è                      | Phil Bauhaus (80è)                             |
| 2018      |                          | Erik Baška (431è)                              |

UCI Europa Tour
| Temporada | Classificació per equips | Millor ciclista en la classificació individual |
| --------- | ------------------------ | ---------------------------------------------- |
| 2010      | 33è                      | Andreas Schillinger (155è)                     |
| 2011      | 29è                      | Leopold König (66è)                            |
| 2012      | 9è                       | André Schulze (13è)                            |
| 2013      | 16è                      | Jan Bárta (13è)                                |
| 2014      | 9è                       | Sam Bennett (11è)                              |
| 2015      | 16è                      | Sam Bennett (21è)                              |
| 2016      | 10è                      | Sam Bennett (26è)                              |
| 2017      | -                        | Sam Bennett (86è)                              |
| 2018      | -                        | Pascal Ackermann (2n)                          |
| 2019      | -                        | Pascal Ackermann (6è)                          |
| 2020      | -                        | Maximilian Schachmann (12è)                    |
| 2021      | -                        | Maximilian Schachmann (19è)                    |
| 2022      | -                        | Aleksandr Vlàssov (5è)                         |
| 2023      | -                        | Aleksandr Vlàssov (23è)                        |

UCI Oceania Tour
| Temporada | Classificació per equips | Millor ciclista en la classificació individual |
| --------- | ------------------------ | ---------------------------------------------- |
| 2013      | 8è                       | Zakkari Dempster (24è)                         |
| 2014      | 11è                      | Zakkari Dempster (49è)                         |
| 2018      | -                        | Jay McCarthy (17è)                             |
| 2019      | -                        | Jay McCarthy (18è)                             |
| 2020      | -                        | Jay McCarthy (17è)                             |
| 2022      | -                        | Jai Hindley (2n)                               |
| 2023      | -                        | Jai Hindley (2n)                               |

UCI World Tour
A partir del 2017, l'equip forma part de l'UCI World Tour.
| Temporada | Classificació per equipa | Millor ciclista en la classificació individual |
| --------- | ------------------------ | ---------------------------------------------- |
| 2017      | 8è                       | Peter Sagan (4t)                               |
| 2018      | 3r                       | Peter Sagan (2n)                               |

El 2016 la Classificació mundial UCI passa a tenir en compte totes les proves UCI. Durant tres temporades existeix paral·lelament amb la classificació UCI World Tour i els circuits continentals. A partir del 2019 substitueix definitivament la classificació UCI World Tour.
| Temporada | Classificació per equips | Millor ciclista en la classificació individual |
| --------- | ------------------------ | ---------------------------------------------- |
| 2016      | -                        | Sam Bennett (96è)                              |
| 2017      | -                        | Peter Sagan (3r)                               |
| 2018      | -                        | Peter Sagan (4t)                               |
| 2019      | 2n                       | Pascal Ackermann (7è)                          |
| 2020      | 6è                       | Maximilian Schachmann (14è)                    |
| 2021      | 7è                       | Maximilian Schachmann (22è)                    |
| 2022      | 4t                       | Aleksandr Vlàssov (5è)                         |
| 2023      | 10è                      | Aleksandr Vlàssov (26è)                        |